# Довгофокусний об'єктив

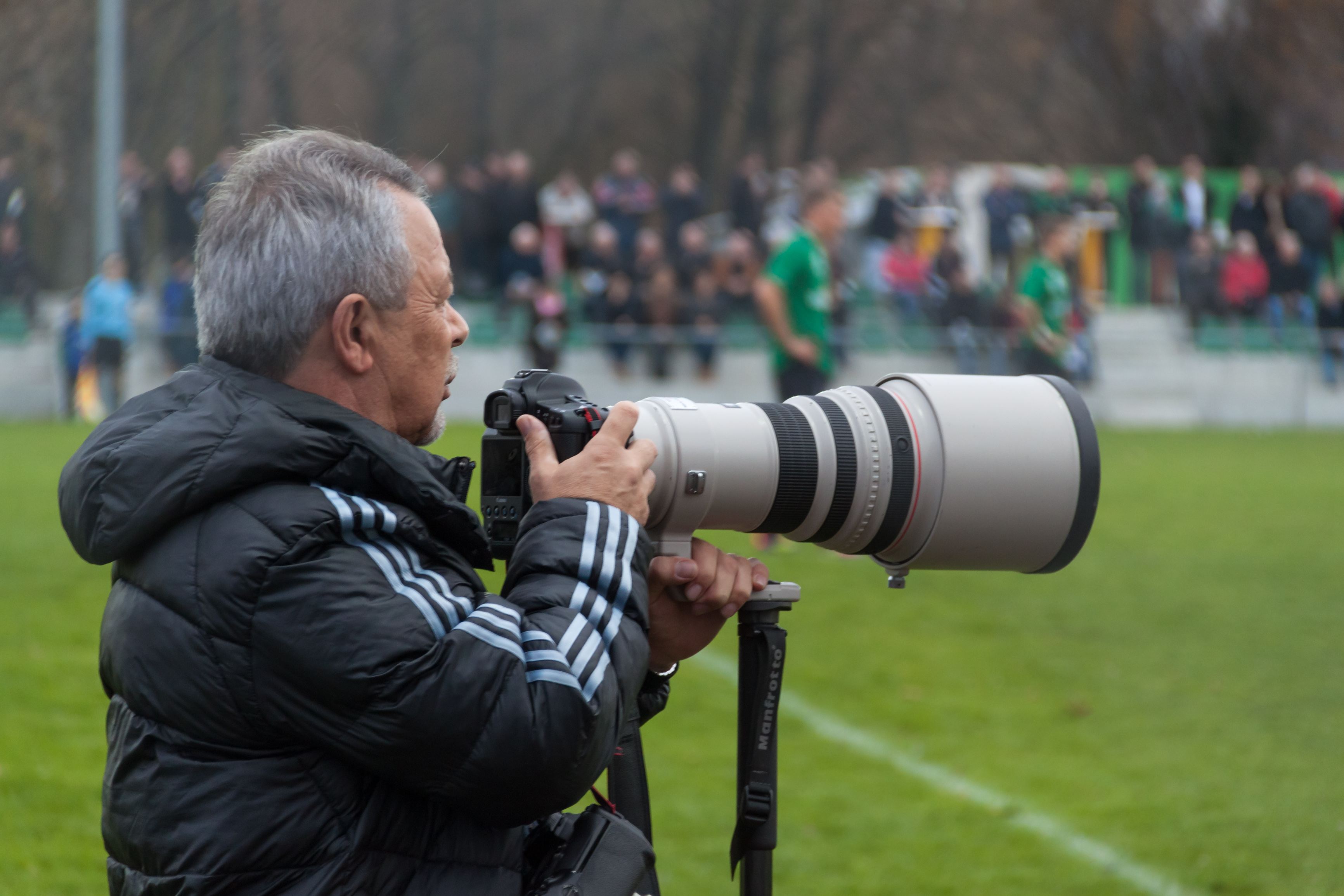
Фотограф з довгофокусним об'єктивом

Довгофокусний об'єктив у фотографії — об'єктив з фокусною відстанню, що перевищує діагональ використовуваного кадру в 1,5 і більше разів. У прикладних сферах іноді використовується термін вузькокутний об'єктив. У кінематографі довгофокусними вважають об'єктиви, фокусна відстань яких більше ніж удвічі перевищує діагональ кадру кіноплівки. Об'єктиви з кутовим полем зору 8° і менше (в малоформатній фотографії понад 300 міліметрів), поділяють на клас «наддовгофокусних» (в англомовній літературі — англ. Supertelephoto Lens).
Телеоб'єктивами називають довгофокусні об'єктиви, довжина оправи яких менша від фокусної відстані. Це досягається використанням у схемі сильного негативного компонента в хвостовій частині об'єктива за принципом телескопа Галілея, або дзеркально-лінзової конструкції на основі телескопа-рефлектора Кассегрена.
Велика фокусна відстань забезпечує невеликий кут огляду, дозволяючи знімати віддалені об'єкти у великому масштабі. Ефект під час використання довгофокусного об'єктива тим більший, чим дужче фокусна відстань відрізняється від нормального об'єктива.
Крім можливості знімати великим планом, ще однією особливістю довгофокусних об'єктивів є невелика глибина різкості. Це використовується для портретного знімання, дозволяючи виділити обличчя і розмити фон. Перспективне скорочення за використання довгофокусної оптики зменшене, що також використовують як художній прийом. Невеликі кути поля зору дозволяють забезпечувати рівномірні характеристики по всьому полю зображення, завдяки відносній легкості корекції польових аберацій і астигматизму. Разом з тим, у довгофокусних об'єктивів найбільшою мірою проявляється хроматична аберація, прямо пропорційна фокусній відстані. Для її зменшення застосовується апохроматична корекція, використовуються оптичні матеріали з низьким коефіцієнтом дисперсії, наприклад, різні сорти низькодисперсійних стекол і флюорит.
Довгофокусна оптика більшою мірою, ніж будь-яка інша, чутлива до коливань. У фотографії це призводить до змазування навіть за коротких витримок, а для кіно- і відеознімання змушує використовувати штативи з панорамними головками, оснащеними дорогими демпферами. З цієї причини в довгофокусних об'єктивах особливо затребуване застосування оптичної стабілізації.
У фотографії поняття довгофокусного об'єктива застосовне як до оптики з постійною фокусною відстанню, так і до зумів відповідного діапазону.
Приклади довгофокусних об'єктивів: «ЗМ», «МТО», «Рубінар», «Таїр» та ін..